# 대한민국 연극제
(사)한국연극협회에서 주최하는 주요 사업으로, '대한민국연극제'는 1983년 부산에서 열린 '제1회 전국지방연극제' 이후 현재까지 명맥을 이어 매년 다른 지역에서 개최되는 전국 최대 규모의 연극제이다. 2016년도부터 '대한민국연극제' 라는 타이틀로 변경되면서 '제1회'로 새롭게 시작하였으나 [제37회 대한민국연극제 서울]에서 부터 다시 전 회차를 전부 포함시켰다. 2024년 기준 '제42회'차가 진행되고 있는 역사 깊은 연극제이다.
16개 광역시·도 지역별 예선을 통해 선정된 대표팀이 본선경연에 참가하여 경연을 치룬다.